# Cerezas jubileas

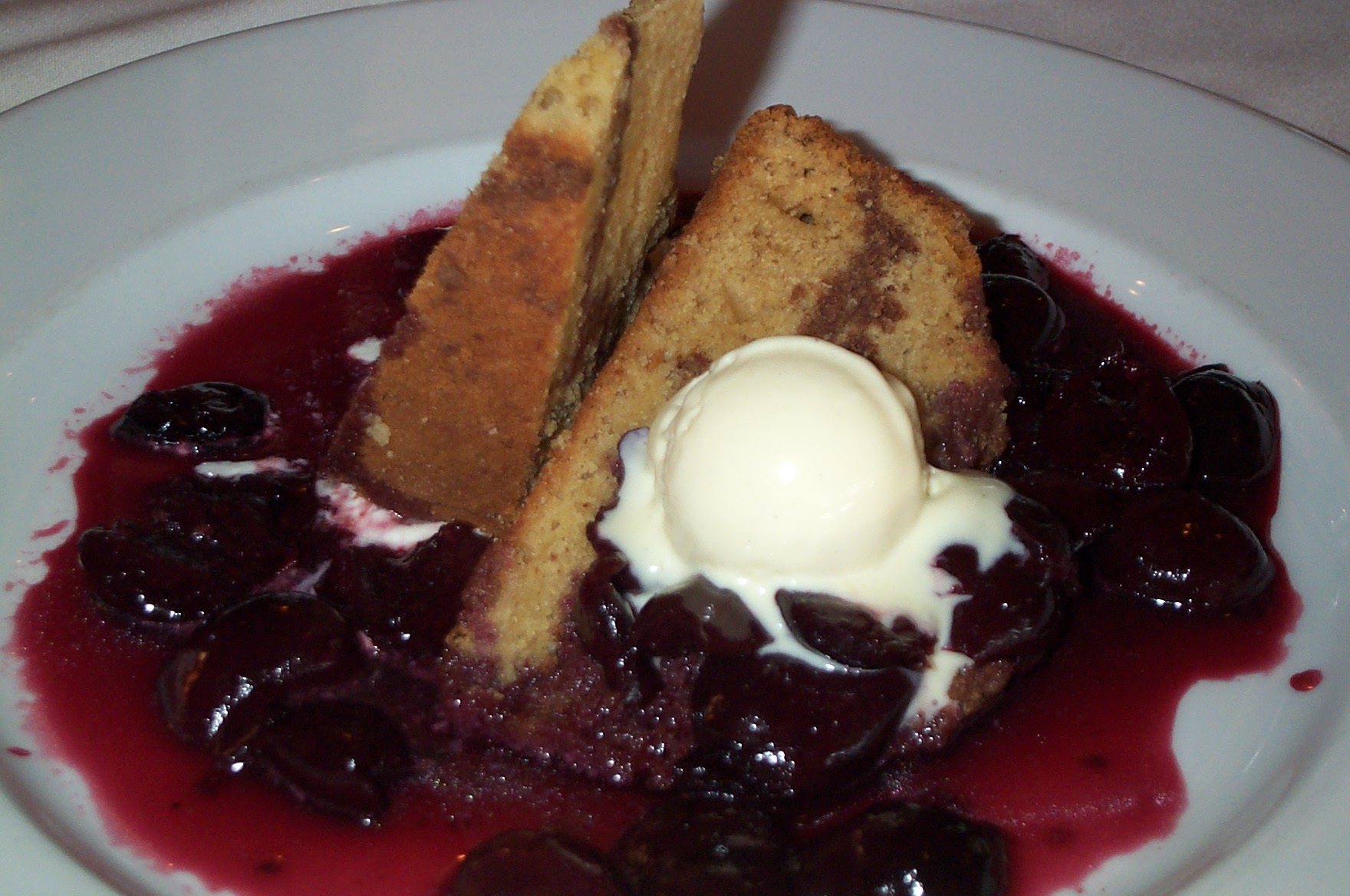
Cerezas jubilee

Las cerezas jubileas, cerezas de jubileo o cherries jubilee (pronunciación en inglés: /ˈtʃɛris dʒuːbɪˈliː/) es un postre elaborado con cerezas y kirschwasser, que es un licor de cerezas alemán. El licor se flambea y se sirve junto con helado de vainilla.
La receta generalmente se atribuye a Auguste Escoffier, quien la preparó para una de las celebraciones del jubileo de la Reina Victoria, particularmente su jubileo de diamante (sexagésimo aniversario) el 22 de junio de 1897.

## Platos similares
Otros platos de frutas flambeadas populares son:
- Bananas Foster, plátanos flambeados en azúcar, ron y licor.
- Mangos diablo, mangos flambeados en tequila.
- Pêches Louis, melocotones flameados en whisky.